# Dengeki Daioh
Monthly Comic Dengeki Daioh (月刊コミック電撃大王, Gekkan Komikku Dengeki Daiō) é uma revista japonesa de mangá shōnen publicada pela ASCII Media Works (antigamente MediaWorks) através da marca Dengeki. Muitos dos mangás publicados na Dengeki Daioh foram mais tarde lançados em volumes tankōbon através da Dengeki Comics. A revista é vendida mensalmente.